# Sulfite de diéthyle
Le sulfite de diéthyle est un composé organique de la famille des esters de sulfite (ester de l'acide sulfureux), de formule C4H10O3S.
Il inhibe la croissance des spores de moisissure lors du stockage du  grain. Il est aussi utilisé comme additif dans certains polymères pour prévenir leur oxydation.